# 昆阳站 (云南省)
昆阳站，位于中华人民共和国云南省昆明市晋宁区昆阳街道，是昆玉铁路老线和昆玉河铁路上的火车站，由昆明铁路局管辖。

## 車站周邊
- 中国邮政储蓄银行中和路支行
- 中国联通堡孜村服务站
- 堡孜小学
- 富滇银行晋宁支行
- 中国电信磷都花园营业厅
- 中国农业银行中和分理处
- 太平洋保险晋宁营销部
- 晋宁县人民政府昆阳街道办事处
- 中国邮政储蓄银行东凤路邮政储蓄所
- 晋宁县国家税务局
- 晋宁县人民医院

## 外部連結
- 维基共享资源上的相關多媒體資源：昆阳站